# Dashan, Panzhou
Dashan (kinesiska: 大山, 大山镇) är en köping i Kina. Den ligger i provinsen Guizhou, i den sydvästra delen av landet, omkring 230 kilometer sydväst om provinshuvudstaden Guiyang. Antalet invånare är 34657. Befolkningen består av 16 285 kvinnor och 18 372 män. Barn under 15 år utgör 25,0 %, vuxna 15-64 år 67 %, och äldre över 65 år 7,0 %.